# Сисери, Эжен
Эжен Сисери́ (фр. Eugène Cicéri; 27 января 1813, Париж — 1890, Буррон-Марлотт) — французский живописец, рисовальщик, литограф и акварелист. Представитель барбизонской школы пейзажной живописи.

## Биография
Родился в семье итальянского происхождения, родом из Милана (по-итальянски его фамилия читается: Чичери), с богатыми художественными традициями. Его отцом был театральный декоратор, сценограф, рисовальщик и акварелист Пьер Сисери (1782—1868), а дедом — живописец-портретист Жан-Батист Изабе. Его мать — сестра художника Эжена Изабе (1803—1886).
Первые уроки рисования Эжен получил у отца и дяди Эжена Изабе. Позднее, как и многие художники его поколения, Эжен Сисери испытал влияние творчества художников-пейзажистов, так называемой барбизонской школы, с которыми он начал тесно сотрудничать в 1849 году, когда навсегда поселился в соседнем с Барбизоном Буррон-Марлоттe (Иль-де-Франс, департамент Сена и Марна).
Первый раз Эжен Сисери показал свои пейзажи в Парижском салоне 1851 года. В следующем году одна из его картин была отмечена серебряной медалью.
Эжен Сисери был также выдающимся акварелистом. Он входил в число модных в то время «путешествующих художников» (artistes voyageurs), издал несколько сборников литографированных пейзажных рисунков, которые отличались более реалистичным подходом к изображаемой натуре, чем у его предшественников Романтизмромантического направления. Сисери не стеснялся использовать фотографии при создании картин.
Он путешестовал по Альпам и Пиренеям, где писал с натуры и литографировал живописные окрестности этих мест. Эжен Сисери принимал участие в создании большой коллекции иллюстраций для художественных изданий барона И. Ж. Тейлора и сборника Шарля Нодье «Путешествия живописные и романтичные по Старой Франции» (Voyages pittoresques et romantiques dans l’ancienne France), особенно удачными стали его картины с видами Бретани. Он создал несколько пейзажей в Северной Африке, что также принесло ему место среди художников-ориенталистов.
Кроме того, как и его отец, он также занимался сценографией, созданием театральных декораций.
Эжен Сисери умер 21 апреля 1890 года в Буррон-Марлотте.

## Галерея

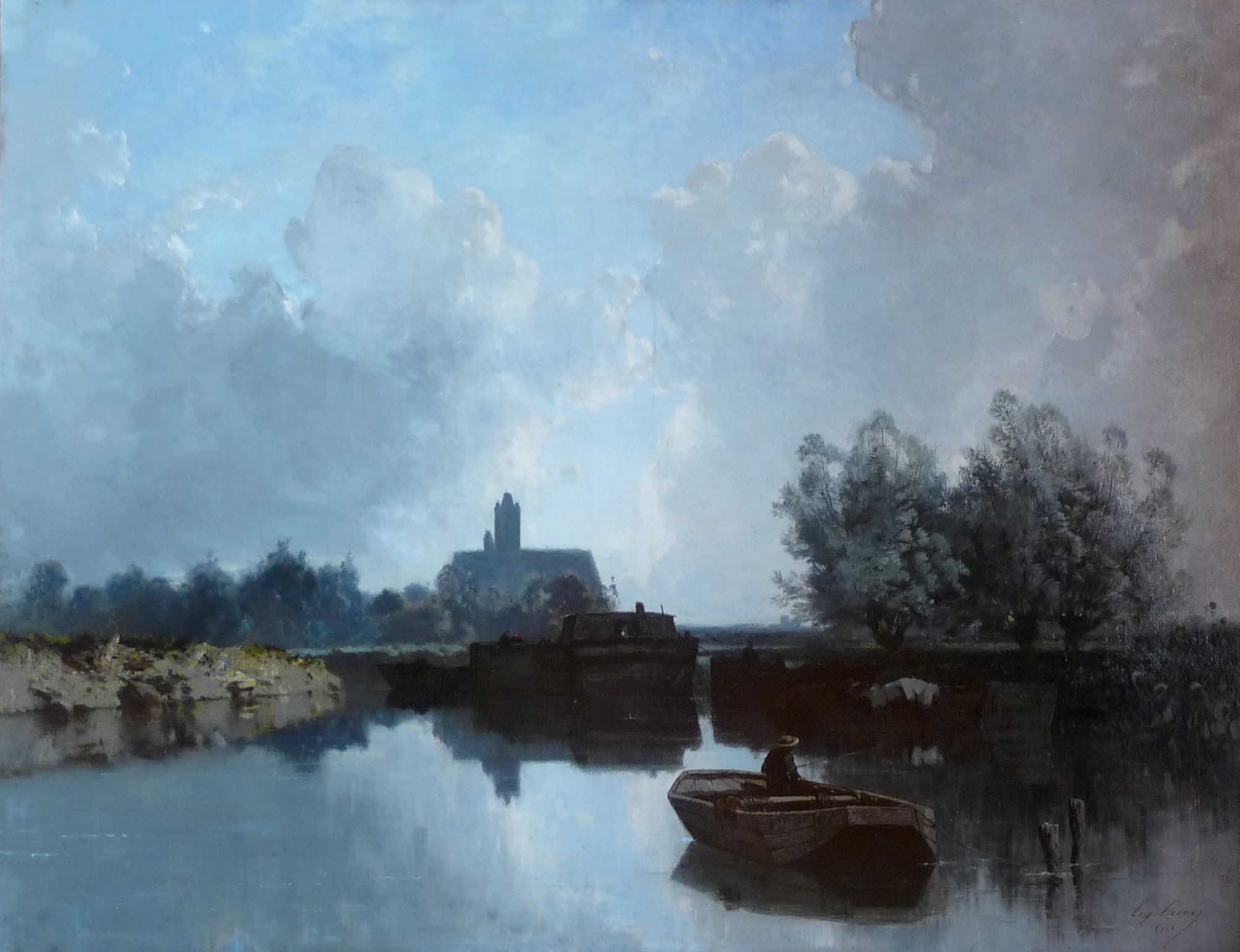
На берегу Луана. 1866. Холст, масло. Музей Барруа, Бар-ле-Дюк
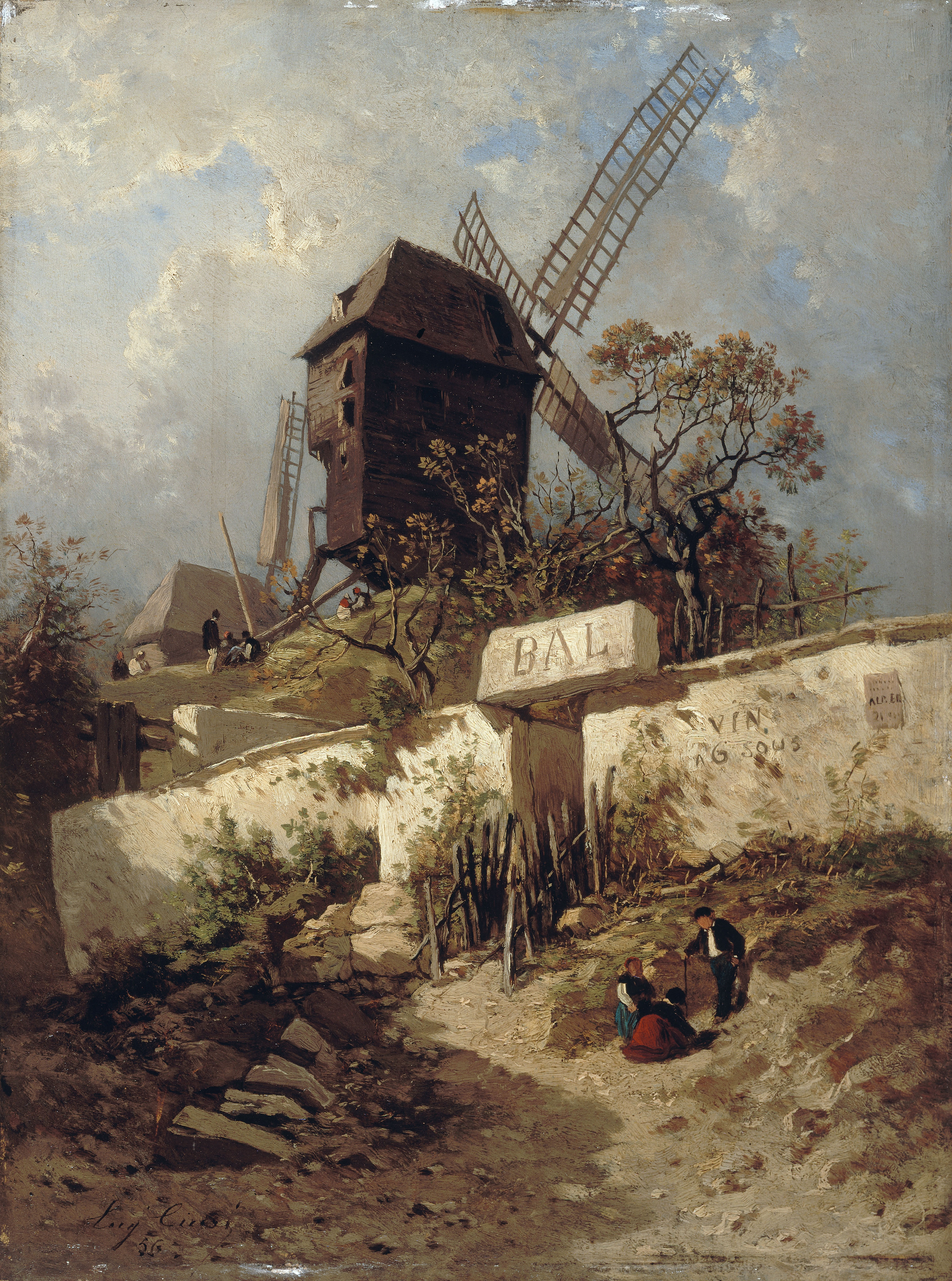
Мулен-де-ла-Галетт на Монмартре. 1856. Холст, масло. Музей Карнавале, Париж
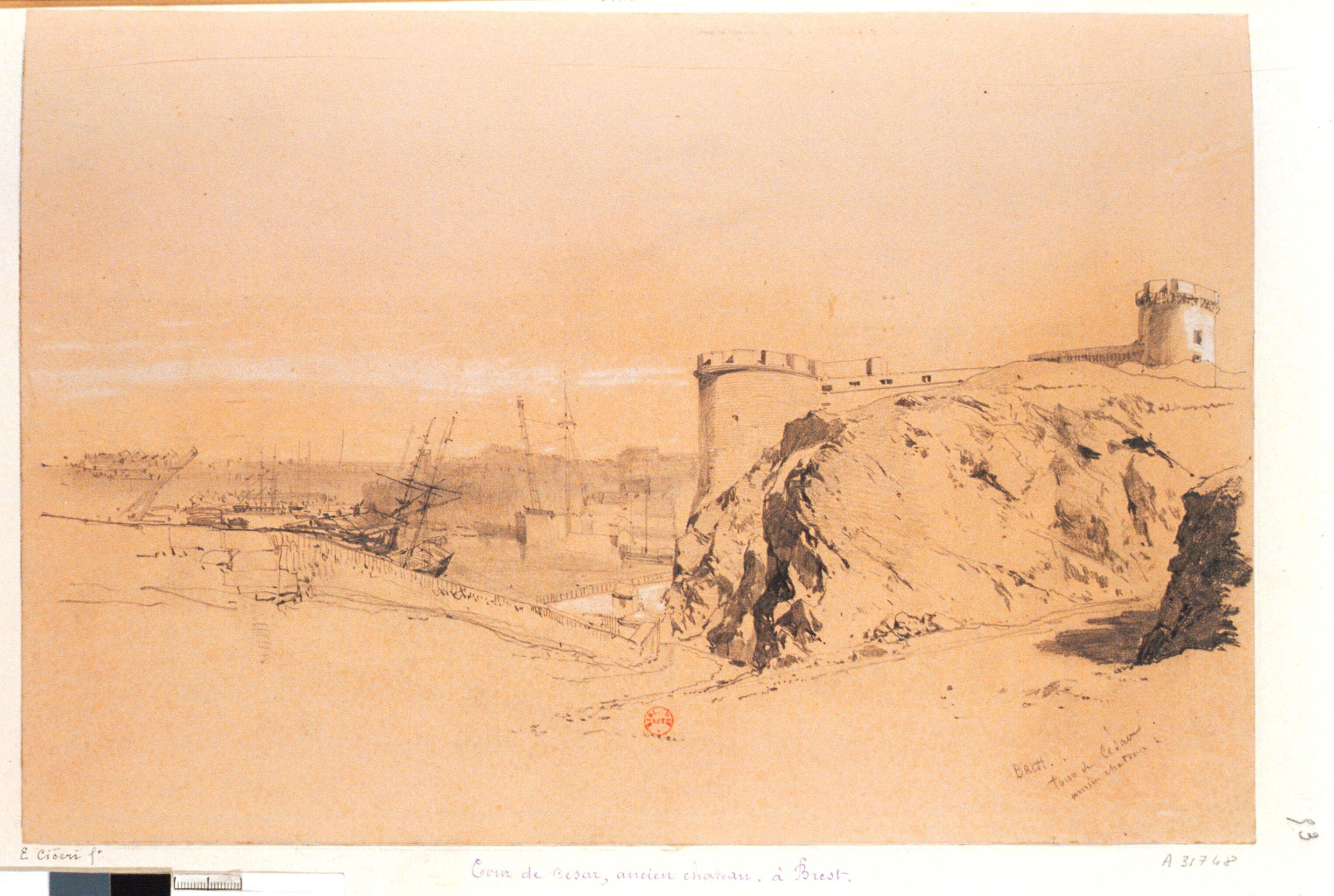
Замок в Бресте. 1845. Бумага, тушь, кисть, перо, белила. Национальная библиотека Франции, Париж
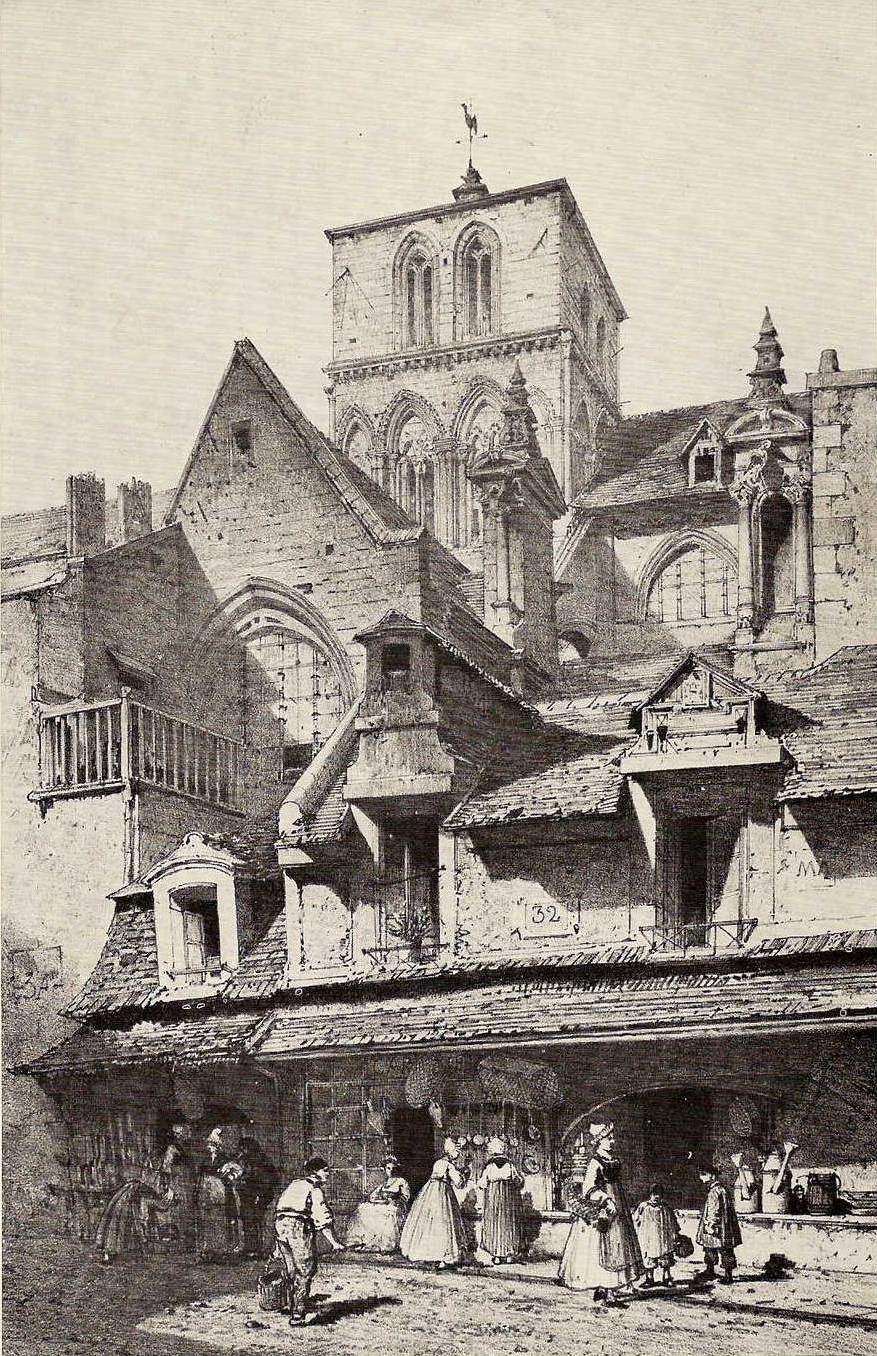
Старая церковь Сен-Совер в Кане. Литография
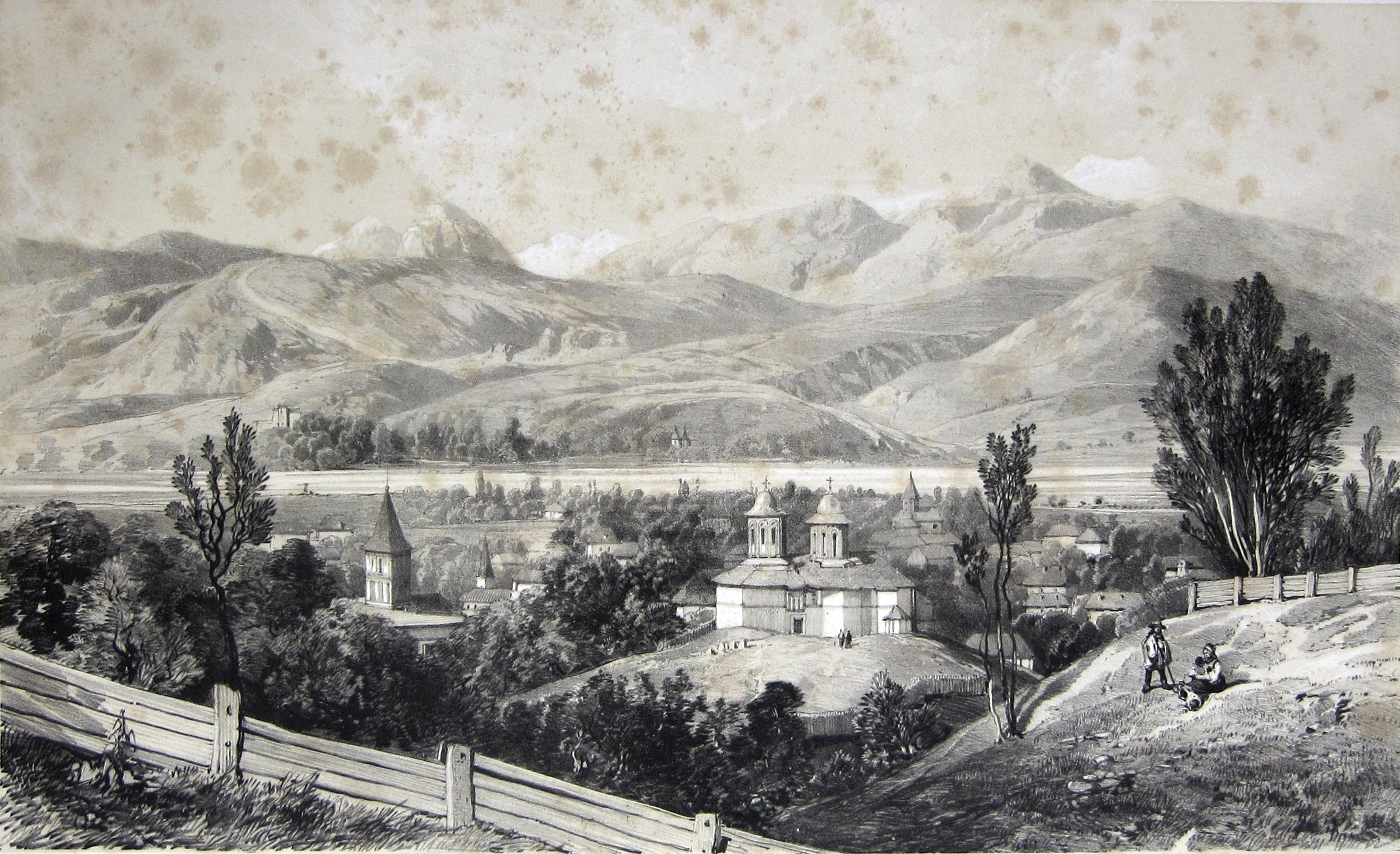
Лист из альбома « Живописные виды и костюмы Валахии, нарисованные с натуры». 1843. Бумага, тушь, кисть, перо, белила. Библиотека Иудециана, Галац, Румыния
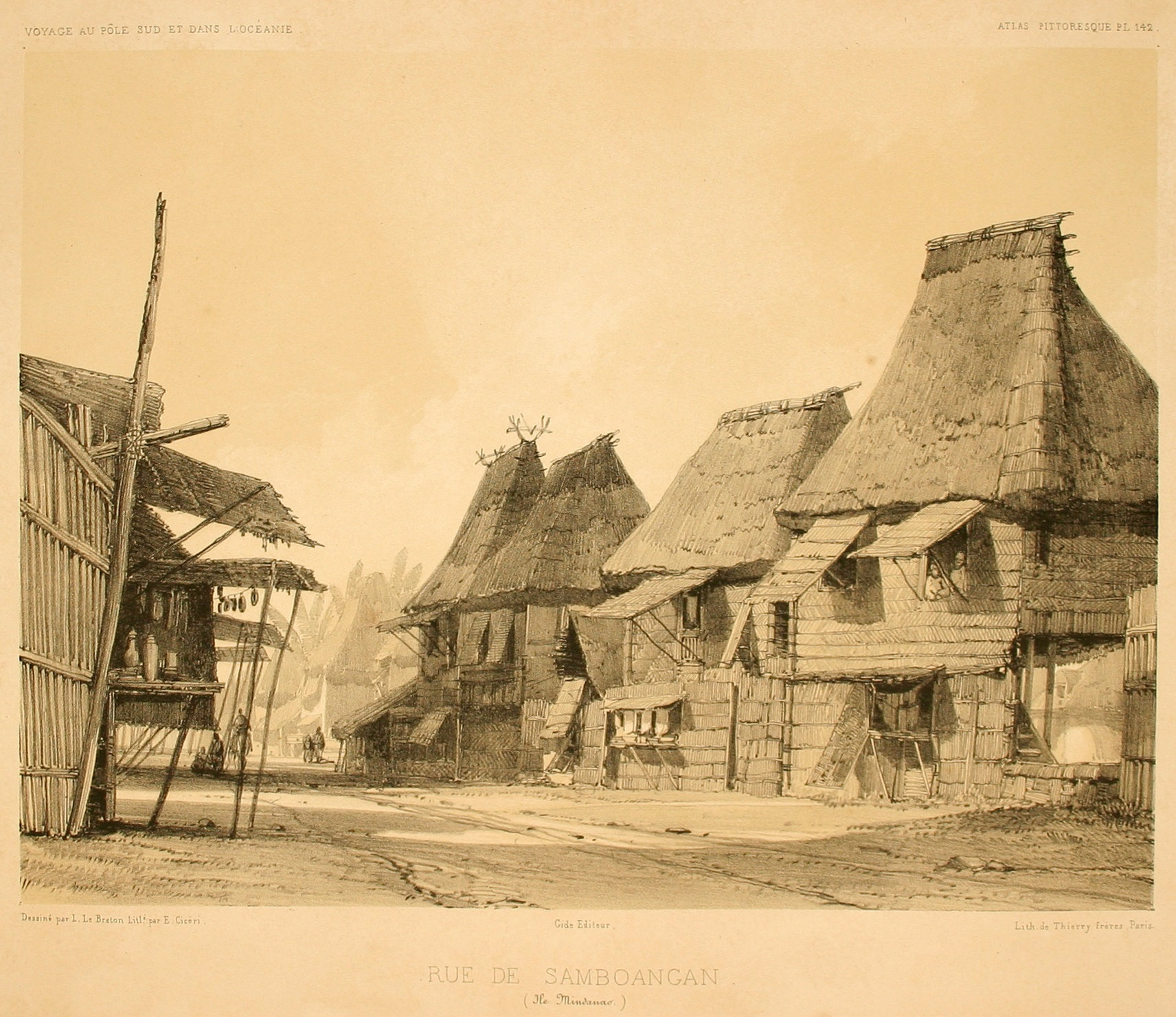
Улица в Самбоангане. Рисунок из «Живописного атласа» Жюля Дюмона д'Юрвиля «Путешествие к Южному полюсу и Океании». 1846. Бумага, тушь, перо, кисть. Литографированная копия Исторической библиотеки Грея, Верхняя Сона, Франция
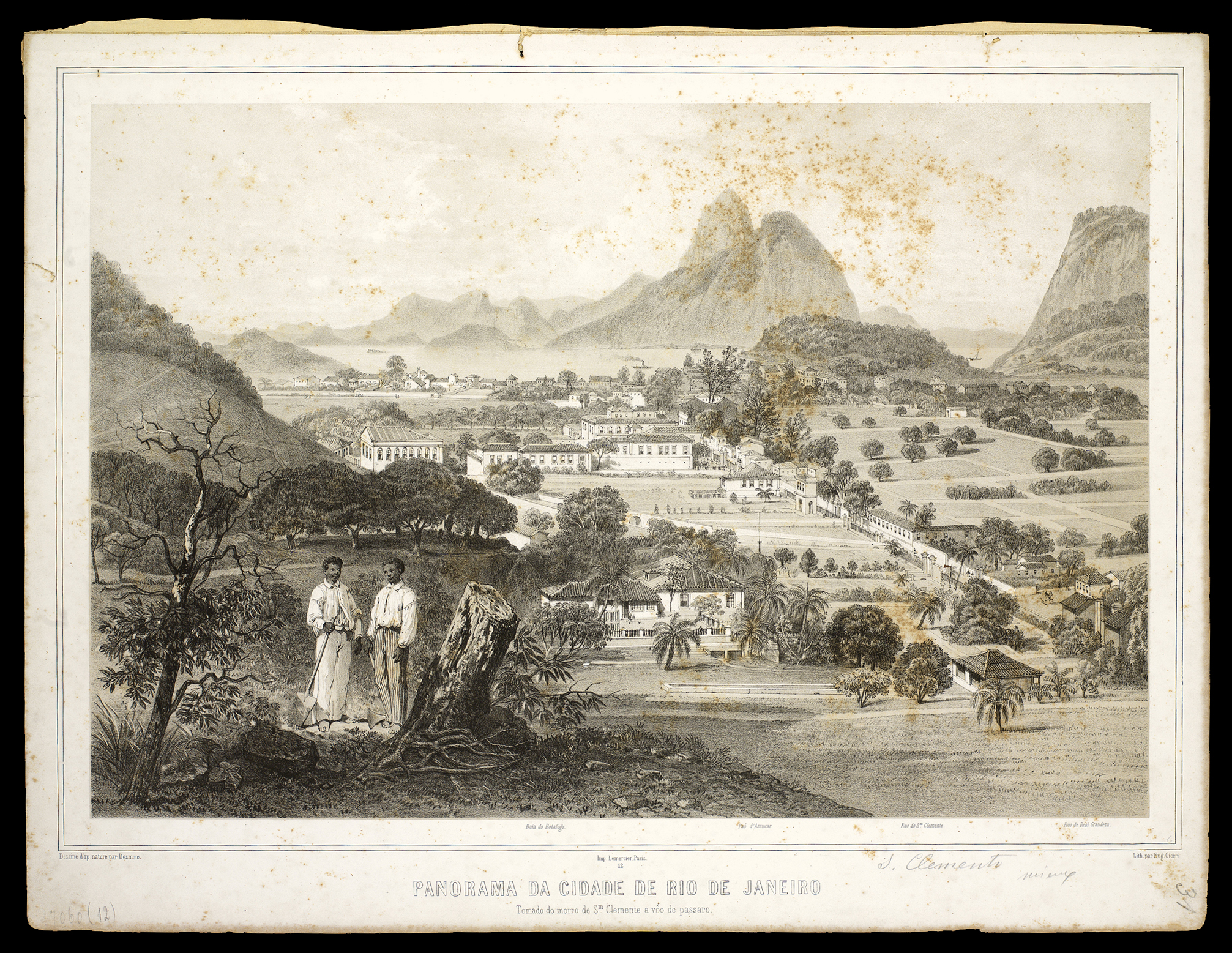
Панорама города Рио-де-Жанейро. Из Бразильской иконографической коллекции. 1854. Литография